# Żołędnica azjatycka
Żołędnica azjatycka (Eliomys melanurus) – gatunek gryzonia z rodziny popielicowatych, występujący w Azji Zachodniej i Afryce Północnej.

## Systematyka
Gatunek został opisany naukowo w 1840 roku przez J.A. Wagnera. Miejsce typowe to półwysep Synaj, dokładniej okolice góry Synaj. Od pokrewnej żołędnicy europejskiej (Eliomys quercinus) odróżnia ją budowa prącia wraz z kością prącia u samców i szczegóły budowy czaszki. Jeszcze bliżej spokrewnionym gatunkiem jest żołędnica afrykańska (Eliomys munbyanus), która była uznawana za podgatunek żołędnicy azjatyckiej, jednak różniąca się od niej genetycznie i w pewnym stopniu kariologicznie. Żołędnica azjatycka ma 2n=48 chromosomów.

## Występowanie
Żołędnica azjatycka występuje na wschodzie Afryki Północnej (Libia, Egipt), w Izraelu, Libanie, Syrii, Turcji, Iraku i Arabii Saudyjskiej. Jest spotykana do 2850 m n.p.m. Żyje w różnorodnym środowisku, od piaszczystych wybrzeży, stepów i półpustyń, do skalistych terenów górskich, pozbawionych drzew i krzewów; także tam, gdzie zimą zalega pokrywa śnieżna.

## Wygląd

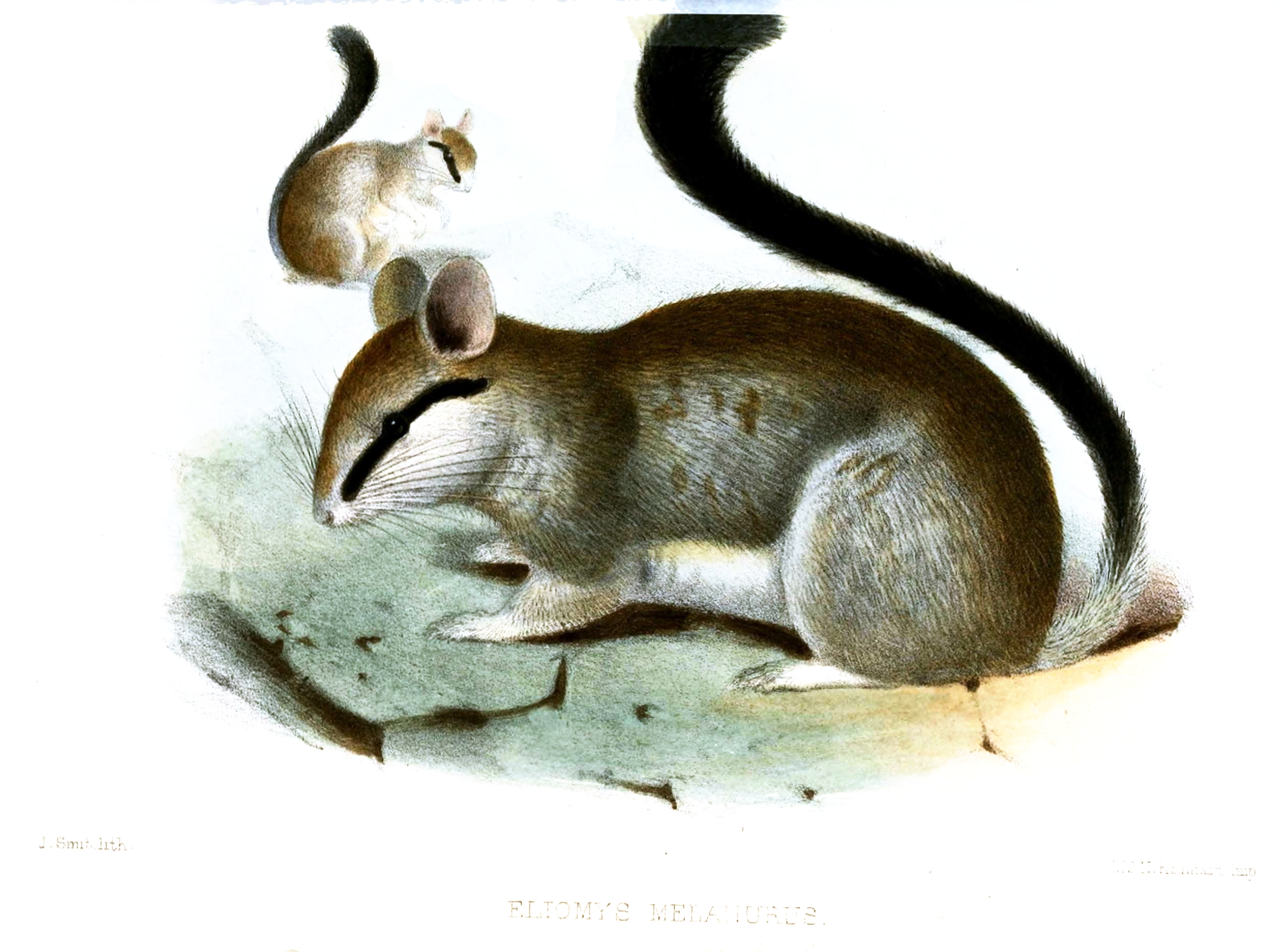
Rysunek z 1877 roku

Jest to średniej wielkości żołędnica. Ciało z głową ma długość średnio 128 mm (od 111 do 144 mm), ogon ma przeciętnie 122 mm (od 100 do 136 mm), a tylna stopa ma długość 26,7 mm (od 26 do 27 mm). Masa ciała to średnio 51,8 g (od 38,4 do 63 gramów). Grzbiet zwierzęcia pokrywa miękkie futro, o barwie od rudo- lub żółtobrązowej do szarożółtej. Spód ciała jest wyraźnie oddzielony kolorystycznie, biały lub kremowy, z dodatkiem szarości. Głowa jest ubarwiona podobnie do grzbietu, jaśniejsza w stronę nosa, z czarną „maską” wokół dużych oczu i białymi lub kremowymi policzkami; pasek tego koloru rozciąga się do barków. Uszy są duże, owalne, brązowe, często znajduje się za nimi biała lub kremowa plamka. Tylne kończyny są białe. Ogon jest długi, z rudo- lub żółtobrązową nasadą, dalej czarny, czasem z białą plamką na końcu. Pokrywające go włosy są dłuższe na końcu ogona niż u jego nasady. Czarna kitka na ogonie może służyć jej do odwracania uwagi drapieżnika od głowy. Gryzoń ten ma cztery palce u przednich kończyn i pięć u tylnych, są one zakończone pazurami. Samica ma cztery pary sutków.

## Tryb życia
Prowadzi samotny, naziemny, nocny tryb życia, jest przystosowana do sprawnego wspinania po drzewach i skałach. Niewiele wiadomo o jej zachowaniach, ale schwytane zwierzęta były opisywane jako bardzo dzikie i agresywne. Jest wszystkożerna, ale preferuje pokarm zwierzęcy. Żywi się owadami i innymi bezkręgowcami, a także mniejszymi ssakami i innymi kręgowcami. Zwierzę oszczędza energię zapadając w torpor, szczególnie w miesiącach zimowych. Żołędnice złapane zimą, przy temperaturze otoczenia bliskiej 0 °C, znaleziono w pułapkach w stanie torporu, z temperaturą ciała obniżoną do 12 °C. Ma dobry słuch, a jeśli zaatakuje ją drapieżnik, łatwo traci ogon, co ułatwia jej ucieczkę.

## Rozmnażanie
W porze rozrodu samica gwiżdże dla zwabienia samca. Buduje gniazdo z liści i trawy, położone nawet 3 m nad powierzchnią ziemi, oznacza jego otoczenie zapachem i broni go przed intruzami. Zwykle samica rozmnaża się raz w roku. W Izraelu ciężarną samicę złapano w kwietniu, a w maju samicę produkującą mleko. Ciąża u żołędnicy trwa 22–28 dni, w miocie rodzi się od 2 do 8 młodych. Otwierają oczy po 21 dniach od urodzenia, usamodzielniają się po 4 tygodniach, a mogą żyć ponad 5 lat.

## Populacja i zagrożenia
Żołędnica azjatycka ma duży obszar występowania, lokalnie jest liczna. Jest spotykana w obszarach chronionych. Nie są znane większe zagrożenia dla tego gatunku, choć w niektórych obszarach, np. na pustyni Negew, nadmierny wypas zwierząt hodowlanych może być dla niej problemem. Międzynarodowa Unia Ochrony Przyrody uznaje żołędnicę azjatycką za gatunek najmniejszej troski.